# Onze-Lieve-Vrouw-ten-Predikherenkerk (Leuven)
De Onze-Lieve-Vrouw-ten-Predikherenkerk is de oudste gotische kerk in Leuven. Het was ook een van de eerste gotische kerken van België. Het gebouw is niet meer in gebruik als kerk.
Op de locatie op het 's-Hertogeneiland bevond zich voorheen een residentie van de hertogen van Brabant. Deze locatie werd geschonken door de hertog aan de dominicanen, die zich in 1228 in Leuven hadden gevestigd. De kerk was oorspronkelijk de kloosterkerk van de dominicanen, ook bekend als predikheren, vanwaar de naam van de kerk. Met de bouw van de kerk werd in 1234 begonnen met de bedoeling er ook de hertogelijke grafkerk van te maken. Het Rijnlands vroeggotisch koor, geïnspireerd op de Sainte-Chapelle te Parijs, werd eerst gebouwd. De eerste bouwfase eindigde rond 1275. Een stijlbreuk is zichtbaar aan de vierde travee vanaf waar de overwelving en luchtbogen wegvallen en een eenvoudigere, plaatselijke bouwwijze wordt gebruikt.

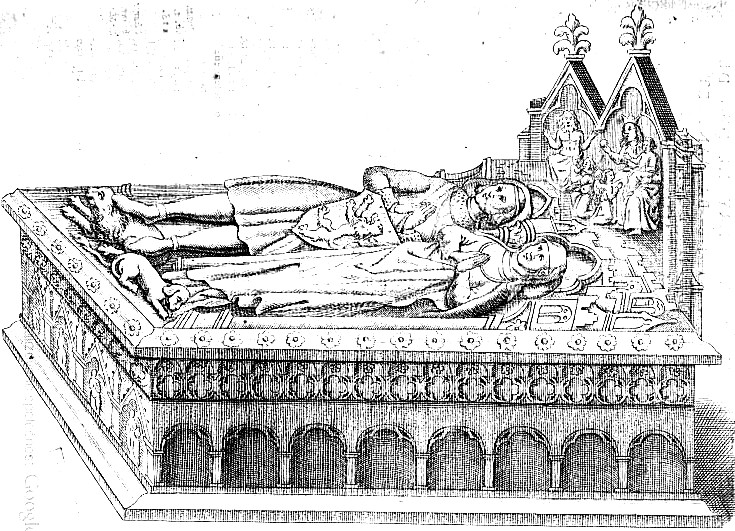
Graftombe van Hendrik en Aleidis (1276, later ontmanteld)

In de kerk bevindt zich onder andere edelsmeedwerk uit de 16e en 17e eeuw en een restant van het praalgraf van hertog Hendrik III van Brabant en zijn echtgenote Aleidis van Bourgondië (late 13e eeuw). Dit bevond zich in de hertogelijke kapel, in de meest oostelijk travee van de noordbeuk. In het begin van de 17de eeuw werd ze omgevormd tot kapel van de Rozenkrans en in 1764 zelfs geheel ontmanteld.
De Onze-Lieve-Vrouw-ten-Predikherenkerk werd zwaar beschadigd tijdens de Tweede Wereldoorlog. De wederopbouw liet lang op zich wachten. In 1954 werd opdracht gegeven tot de herstellingswerken van deze voormalige kloosterkerk. Pas in 1961 werd ook effectief begonnen met deze herstellingswerken. Zij hielden echter enkel de nodige conservatiewerken aan de daken en de vensters in, om verder verval van het kerkgebouw en de sacristie te voorkomen en in afwachting van een integraal restauratiedossier. Een restauratie werd in 2008 afgerond waarna de kerk wordt gebruikt als auditorium van het Leuvense cultureel centrum 30CC. In 2024 bleken evenwel nieuwe restauratiewerken nodig: aan de dakbedekking, het aangetaste hout van het dakgebinte, aan de glas-in-loodramen en de natuursteen, met problemen qua stabiliteit van de bakstenen gewelven.

## Orgel
Op het oksaal staat een orgel uit 1832 van de hand van Theodoor Smet. Hieronder volgt de dispositie:
| Rugpositief I            |     |
| Holpijp                  | 8'  |
| Gamba (D)                | 8'  |
| Prestant                 | 4'  |
| Fluijt                   | 4'  |
| Octave                   | 2'  |
| Veldfluijt               | 2'  |
| Fourniture               | III |
| Cornet                   | III |
| Basson (B), hautbois (D) | 8'  |

| Hoofdwerk II          |     |
| Bourdon               | 16' |
| Montre                | 8'  |
| Holpijp               | 8'  |
| Flûte traversière (D) | 8'  |
| Prestant              | 4'  |
| Fluyt                 | 4'  |
| Nasart                | 3'  |
| Octave                | 2'  |
| Fourniture            | IV  |
| Cornet                | V   |
| Bombarde (D)          | 16' |
| Trompet (B) (D)       | 8'  |
| Clairon (B)           | 4'  |

| Koppelingen             |
| Pedaal + Hoofdwerk      |
| Hoofdwerk + Rugpositief |

| Speelhulpen    |
| Tremulant (RP) |